# Trip World
Trip World (яп. トリップワールド) — видеоигра жанра платформер, разработанная и выпущенная компанией Sunsoft 27 ноября 1992 года эксклюзивно для портативной игровой консоли Game Boy. Европейский релиз игры появился в 1993 году. Переиздание Trip World для Nintendo 3DS Virtual Console вышло: японская версия — 30 ноября 2011 года, европейская — 5 января 2012 года.

## Сюжет
Действие игры происходит в сказочном мире «Trip World». В мире, заселённом разумными существами Шабубу (англ. Shabubu), похожими на зайчиков, долгое время не было никаких проблем, царило спокойствие и миролюбие. Всё изменилось, когда неизвестный злодей напал на стража и украл волшебный цветок Маита (англ. Maita Flower). С исчезновением цветка жители некогда дружного мира стали нападать друг на друга, даже растения пытались ударить проходящего мимо.
Единственное спасения для всех шабубу — главный герой игры, молодой Йакопу (англ. Yacopu), внук стража цветка. Йакопу отправляется в путь, чтобы сразиться с таинственным злодеем и вернуть волшебный цветок своему народу.

## Геймплей

Кадр из второго уровня игры

Trip World представляет собой типичный для 3-4 поколений видеоигр платформер с боковым скроллингом, в стиле игр серии Kirby или Super Mario Bros.. Игрок, управляя главным героем, проходит через уровни игры, сражаясь с многочисленными противниками и собирая бонусные объекты. Игра состоит из 5 уровней — горы, лес, подводный уровень, ледяной уровень и финальная Зеркальная Страна (англ. Mirror Land). В конце каждого уровня игроку предстоит встреча с боссом — особенно сильным противником, а в конце последнего уровня — с главным антагонистом игры.
Главной способностью Йакопу является возможность изменять свой внешний вид. В стандартной форме он может передвигаться, прыгать и бить неприятелей лапой. Другие же формы позволяют ему плавать, летать, атаковать врагов длинным хвостом или зарядами энергии. Также герой способен, превратившись в прыгающий мяч, беспрепятственно передвигаться по уровням, не обращая внимания на оппонентов и препятствия.
В отличие от многих подобных игр, больша́я часть врагов в Trip World никак не атакуют протагониста, а лишь мешают ему пройти, толкая назад. Однако есть и атакующие неприятели. При столкновении с ними или с их оружием Йакопу теряет одну единицу жизни, которых у него всего четыре. При потере всех четырёх единиц Йакопу теряет одну игровую жизнь (из начальных трёх) и текущий уровень приходится проходить заново. За поверженных противников начисляются бонусные очки, количество которых можно увидеть в нижней части игрового экрана.

## Критика
В большинстве рецензий Trip World получила оценки чуть выше среднего, хотя были и более положительные отзывы. Основным минусом игры во всех отзывах была названа её слишком низкая сложность.

### Рецензии
- В немецкоязычном журнале Video Games[нем.] в издании за август 1993 года Trip World получила оценку 68 %, в том числе 70 % за графику, 60 % за музыку и 49 % за звуковые эффекты. Игра была названа замечательным выбором для самых молодых игроков с её милыми героями, качественно прорисованными спрайтами и фонами, хорошо подобранной музыкой и звуковыми эффектами. Для более взрослых игроков, по мнению рецензента, игра может показаться слишком лёгкой и непродолжительной.[3]
- Другой немецкий журнал, посвящённый видеоиграм — Aktueller Software Markt[нем.] в июньском выпуске 1993 года оценил приключения Йакопу в достаточно высокие 9/12 баллов и назвал её лакомым кусочком для всех фанатов жанра. Отдельные оценки получили: графика — 9/12, звук — 7/12, геймплей — 9/12, мотивация — 10/12.[4]
- 6 из 10 баллов была отмечена Nintendo 3DS Virtual Console-версия игры на сайте Nintendo Life 3DS VC. Как и в рецензии Video Games в отзыве Nintendo Life были отмечены низкая сложность и малая продолжительность игры в противовес к качественной графике и звуку.[2]

## Создатели
Руководителем и главным программистом игры является Юити Уэда (англ. Yuichi Ueda), принявший также участие в создании таких игр, как Blaster Master Boy (1991 год, Game Boy), Looney Tunes (1992 год, Game Boy и Game Boy Color), Galaxy Fight: Universal Warriors (1995 год, аркадные автоматы, Neo Geo AES, PlayStation и другие консоли), Heavy Metal Geomatrix (2001 год, Dreamcast), Genji: Dawn of the Samurai (2005 год, PlayStation 2) и Genji: Days of the Blade (2006 год, PlayStation 3). Примечательно, что в игре Galaxy Fight: Universal Warriors главный герой игры Trip World появляется в качестве «мини-босса».
Музыкальное сопровождение к Trip World, положительно оцененное во многих отзывах, было создано композиторами Масаюки Иватой (англ. Masayuki Iwata), Цутому Исидой (англ. Tsutomu Ishida) и Ацуси Михиро (англ. Atsushi Mihiro). Среди других работ Иваты — ролевая игра Xenogears от компании Square, а также игры Chōshin Heiki Zeroigar и Rururi Ra Rura от NEC Home Electronics. Ацуси Михиро, кроме Trip World, работал над играми Galaxy Fight: Universal Warriors, Waku Waku 7 (1996 год, Neo Geo AES) и Astra Superstars (1998 год, Sega Saturn).